# دمری للیس
شهر دمری للیس (به فرانسوی: Dammarie-lès-Lys) در شهرستان سنه مرن در ناحیه ایل-دو-فرانس با جمعیت ۲۰٬۸۳۸ نفر در کشور فرانسه واقع شده‌است